# Château de Remaisnil
Le château de Remaisnil est un château du XVIIIe siècle situé à la limite du village de Remaisnil, dans le département de la Somme, en région Hauts-de-France.

## Historique
L'édifice a été construit ca 1770 par la famille de la Porte, sur l'emplacement d'un ancien château médiéval,,.
Le château et les terres furent acquis ca 1825 par Charles-Jean-Edouard comte de Butler. La famille les conserva jusqu'au début du XXe siècle. Ils furent alors vendus à Jules Elby, directeur des mines de Bruay, puis sénateur du Pas-de-Calais.
Un couloir souterrain en carrelage blanc existe toujours entre le château et ses anciennes écuries.
Pendant la Première Guerre mondiale, le château fut utilisé par l'armée britannique comme centre de commandement, Remaisnil se trouvait alors à proximité du champ des opérations de la bataille de la Somme.
Après la Bataille de France, en 1940, pendant la Seconde Guerre mondiale, le château est occupé par des officiers allemands. Un site de lancement de V1 a été construit dans le parc.
Après la guerre, la famille Elby conserve la maison délabrée jusque vers la fin des années 1950.
À la fin des années 1970, Laura Ashley et son mari Bernard, famille impliquée dans la fabrication de tissus imprimés et papiers peints, redessinent les intérieurs et effectuent d'importants travaux[source insuffisante].
Le château est partiellement inscrit au titre des monuments historiques en 1986,.
En 1987, les américains Adrian et Susan Doull en deviennent propriétaires. Ils en font un hôtel et un centre de conférence[source insuffisante].
La propriété est ensuite revendue et reste une demeure privée.

## Description
Le corps de logis, bâti dans le style classique, situé dans un parc de 14 hectares, est flanqué de deux ailes en briques. La propriété conserve un jardin clos, un parc à la française, un jardin anglais conçu par Laura Ashley, un terrain de tennis sur herbe, une piscine...
Le site comporte cinq salles de réception avec des éléments de style Louis XV[source insuffisante].
Un pigeonnier du XIXe siècle agrémente les abords.
Le château se trouve sur le sentier de randonnée du Pâtis (8,8 km), dont le départ est dans la commune de Barly et passe par Mézerolles.